# Pelusa Vera
María de los Ángele Vera Montecoral (sinh ngày 19 tháng 8 năm 1940), được biết đến với nghệ danh Pelusa Vera, là một nữ diễn viên người Uruguay, được coi là "một trong những nhân vật nổi bật nhất của nhà hát và truyền hình ở Uruguay". Cô bắt đầu sự nghiệp của mình như một người mẫu, nhưng sau đó chuyển sang kịch nghệ và từ đó đến truyền hình. Cô cũng mạo hiểm tham gia lĩnh vực phát thanh. Cô là một phần trong dàn diễn viên của cả hai chương trình hài hước của Uruguay và Argentina, như Alta comedia (TV series), Teatro como en el teatro, Decalegrón, Jaujarana, Hiperhumor và Zapping.
Cô đã nhận được một số giải thưởng và diễn xuất ở một số quốc gia ở Mỹ Latinh và Châu Âu. Năm 2010, cô nhận được một khoản trợ cấp ex gratia "vì các cống hiến cho văn hóa quốc gia." 

## Nghề nghiệp
Cha của cô, Dionisio Alejandro Vera, là một nhà báo của tờ báo El País, biên tập viên của một tính năng gọi là "Filosofía de los lagartos". Khi Vera khoảng 15 tuổi, cô bắt đầu làm việc tại Câu lạc bộ de Teatro cùng với Antonio Larreta, và bắt đầu làm người mẫu. Cô đã đóng kịch tại Teatro del Centro Carlos Eugenio Scheck và tại Nhà hát Đại học, trong các vở kịch của Peter Shaffer và Charles Dyer, và các kịch tác gia khác. Cô là một trong những người đầu tiên xuất hiện trên truyền hình ở Uruguay, làm việc cho ba kênh riêng (4, 10 và 12) trong các chương trình, quảng cáo và diễu hành từ năm 1957 đến 1964.
Cô đã xuất hiện trên đài phát thanh lần đầu trong loạt chương trình phát thanh Radioteatro de las Estrellas, trong các vở kịch phát thanh của phòng thu Radio Nacional tại Palacio Salvo. Năm 1962, cô xuất hiện lần đầu trong Telecataplúm, một chương trình hài hước của Uruguay mà cũng được phát sóng ở Argentina.